# یک ذره از همه‌چیز (ترانه)
«یک ذره از همه چیز» تک‌آهنگی از کیث اربن است که در ۱۴ مه ۲۰۱۳ منتشر شد.
این تک‌آهنگ در چارت‌های ، در رتبه اول و در چارت‌های جزو ده ترانه اول قرار گرفت.